# 5. tisočletje pr. n. št.
V petem tisočletju pr. n. št. se je poljedelstvo razširilo po Južni in Srednji Evropi. Cvetele so mestne kulture v Anatoliji in v Mezopotamiji. Izumili so kolo. Bolj pogosta je postala uporaba bakra v izdelovanju nakita. Živinoreja se je razširila po Evraziji, dosegla je Kitajsko. Prebivalstvo je v tisočletju nekoliko naraslo, mogoče s 5 na 7 milijonov. 